# Greenways Praha–Vídeň

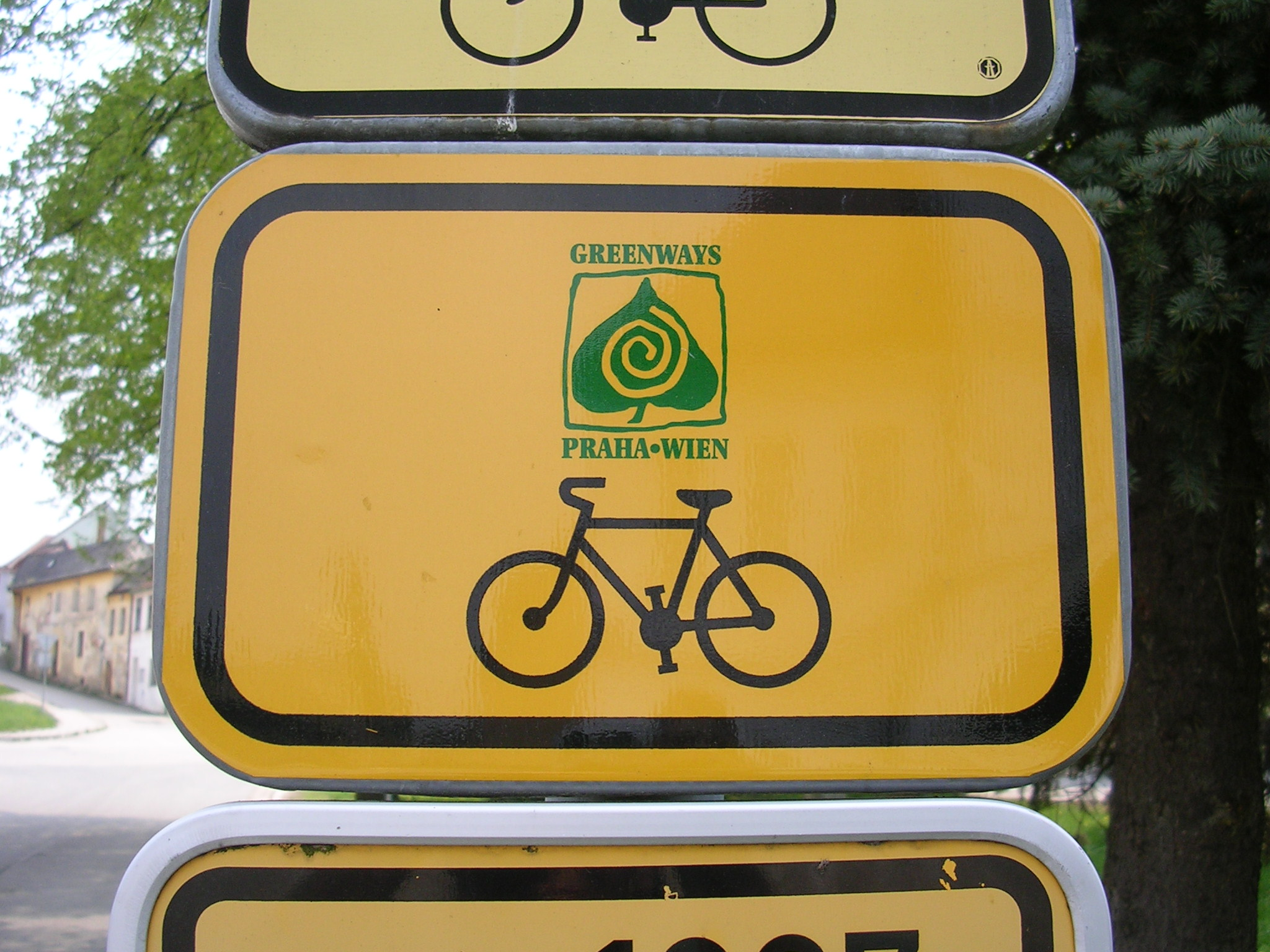
Značka Greenways Praha–Wien v Nové Bystřici

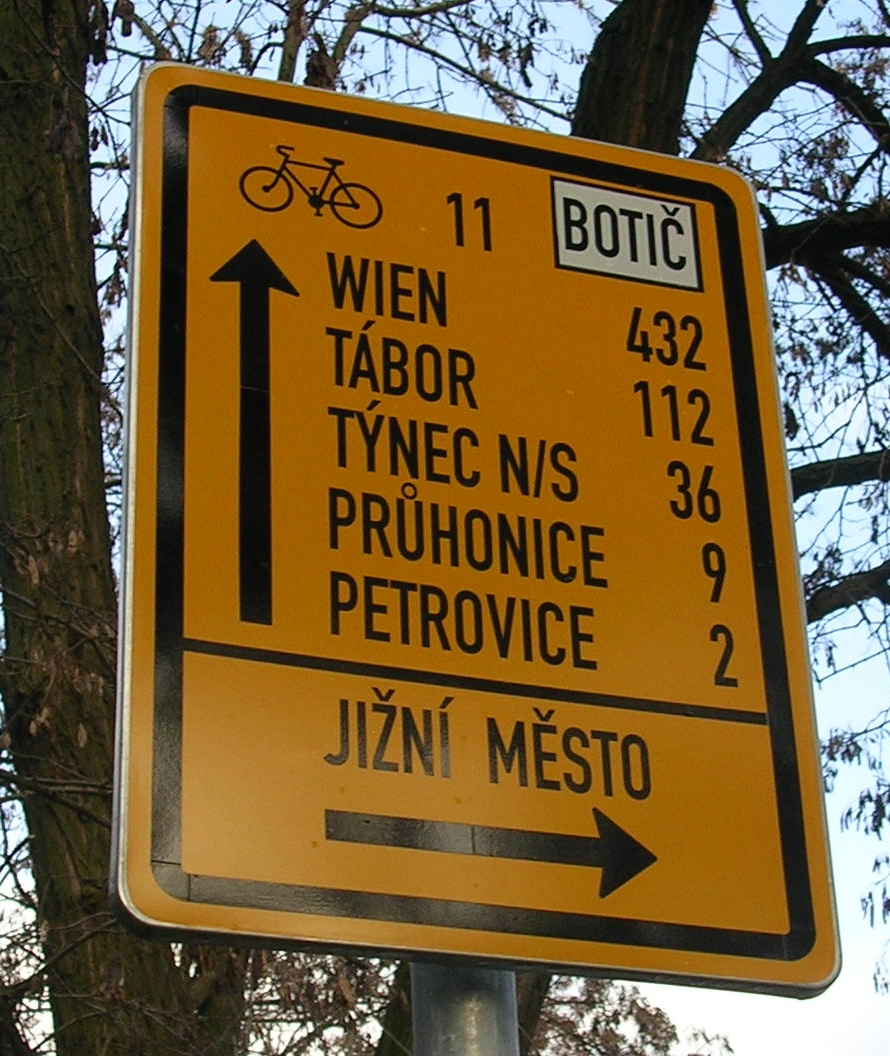
Před reformou číslování pražských cyklotras byla trasa do Vídně vyznačena již u hostivařské přehrady

Greenways Praha–Vídeň je mezinárodní dálková cyklistická trasa, na niž v rámci projektu navazuje řada dalších stezek a tras pro cyklisty a pěší, původně program zmiňoval i jezdce na koních a vodáky. Páteř projektu tvoří cyklistická trasa Praha – Týnec nad Sázavou – Sedlčany – Tábor – Jindřichův Hradec – Slavonice – Vranov nad Dyjí – Znojmo – Mikulov – Valtice – Poysdorf – Mistelbach – Vídeň. Ta je doplněna navazujícími odbočkami či okruhy:
- Greenway rožmberského dědictví (Lom u Tábora – České Budějovice – Český Krumlov – Třeboň – Jindřichův Hradec)
- Greenway řemesel a vyznání (Jindřichův Hradec – Telč – Slavonice)
- Greenway lichtenštejnského dědictví (okruh Valtice – Lednice – Reintal – Poysdorf – Schraffenberg – Valtice)

## Historie
Počátky trasy jsou udávány na rok 1990; v červenci 1992 vzniklo občanské sdružení Greenways-Zelené cesty (sic). Dálková trasa byla vyznačena v roce 1997 z iniciativy o. s., jehož členy byla především větší města a vlivní podnikatelé na trase. Po skončení volebního období komunálních politiků však činnost sdružení postupně utichla. Na propagaci a podpoře se podílelo i severoamerické sdružení Friends of Czech Greenways. V roce 1998 převzala koordinaci programu Zelených stezek Nadace Partnerství. Původní zaměření projektu na podporu cestovního ruchu místními radnicemi a podnikateli bylo rozšířeno i o různé neziskové organizace, v říjnu 2001 vzniklo ve Slavonicích Občanské sdružení Greenways Praha-Vídeň. V letech 2002–2003 bylo pozměněno vedení páteřní trasy a vytyčeny nové tematické okruhy, rožmberského dědictví a řemesel a vyznání. Na projekt navazuje řada místních projektů, naučných a tematických stezek atd.

## Trasa
Trasa se z větší části kryje s číslovanými trasami českého i rakouského značení cyklotras, pouze některé úseky jsou neznačené nebo značené vlastním značením.

### Hlavní trasa
- Praha-Stodůlky, Centrální park – Prokopské údolí – Barrandovský most – Kunratický les – Chodov – Újezd u Průhonic – Průhonice[3] (po různých místních trasách či vlastním značení – pražský úsek zatím není zanesen ani do map, které další trasu vyznačují); základní trasu má doplňovat okruh Modřanskou roklí[3] V mapy.idnes.cz je úsek zakreslen v trase A33 (avšak na začátku po cyklostezce přes Ovčí hájek, nikoliv po A33 kolem Malé Ohrady), Prokopským údolím po A12, přes Krč po A22, z níž se odděluje v Krčském lese a pokračuje nečíslovaně přes sídliště Roztyly a Chodov, kde prochází kolem stanic metra Roztyly, Chodov a Opatov (mezi stanicemi Chodov a Opatov opět kopíruje A22), poté pokračuje souběžně s dálnicí D1 přes Kateřinky a v Újezdě se napojuje na trasu č. 11 do Průhonic
- Po trase č. 11: Průhonice – Dobřejovice – Kamenice – Čakovice – Týnec nad Sázavou – Soběšovice – Neveklov – Klimětice – Kosova Hora – Sedlčany – Jesenice – Sedlec-Prčice – Střezimíř – Borotín – Tábor – (v některých zdrojích je trasa vedena po žlutě značené pěší trase podél Lužnice do Sezimova Ústí a po trase č. 1206 přes Radimovice u Želče, v jiných přímo po trase č. 11 přes Hýlačku) – Lom
- Po trase č. 32: Lom – Planá nad Lužnicí – Tučapy – Dírná – Červená Lhota – Pluhův Žďár – Studnice – Jindřichův Hradec (mapy.idnes ji v úseku Studnice – Jindřichův Hradec vedou přímo po trase 32, zčásti po silnici II/128, web Greenways po trase č. 1148 přes Velký Ratmírov a Děbolín)
- Po trase č. 32: Jindřichův Hradec – Dolní Žďár – Nová Bystřice – Klášter – Landštejn – Staré Město pod Landštejnem – Slavonice
- Po trase č. 48: Slavonice – Písečné – Uherčice – Šafov – Vranov nad Dyjí – Lesná – Lukov – Šatov (v úseku přes národní park Podyjí, tj. cca Lesná – Šatov, je trasa 48 značena červeným pásovým značením; v úseku Lukov – Šatov je na webu GPW uvedena také varianta přes Znojmo, která přibližně odpovídá modře značené cyklotrase č. 5000 a některým nečíslovaným tematickým místním trasám)
- Po trase č. 48: Šatov – Chvalovice – Strachotice – Jaroslavice – Hevlín
- Po trase č. 4: Hevlín – Nový Přerov –
- Po trase č. 41: Nový Přerov – Dobré Pole – Mikulov – Na Mušlově – Sedlec (v okolí Mušlova se trasa Greenway liší od trasy č. 41, která vede kratší trasou po silnici I/40)
- Po trase č. 411: Sedlec – Úvaly – Valtice-Rajsna (Reitsna)
- Nečíslovaná trasa po Lichtenstein Weg: Valtice-Rajsna (Reitsna) – Schrattenberg (přes státní hranici)
- Po trase 914: Schrattenberg – rozcestí u kóty Staré hory
- Po trase 91 rozcestí u kóty Staré hory – Poysdorf (z toho část v souběhu s trasou č. 8) – Walterskirchen – Ebersdorf an der Zaya – rozcestí za řekou Zaya
- Po trase E9 z rozcestí u Ebersdorfu – Mistelbach – Lodendorf – Niederkreuzstetten – Wolkersdorf – Wien

### Greenway rožmberského dědictví

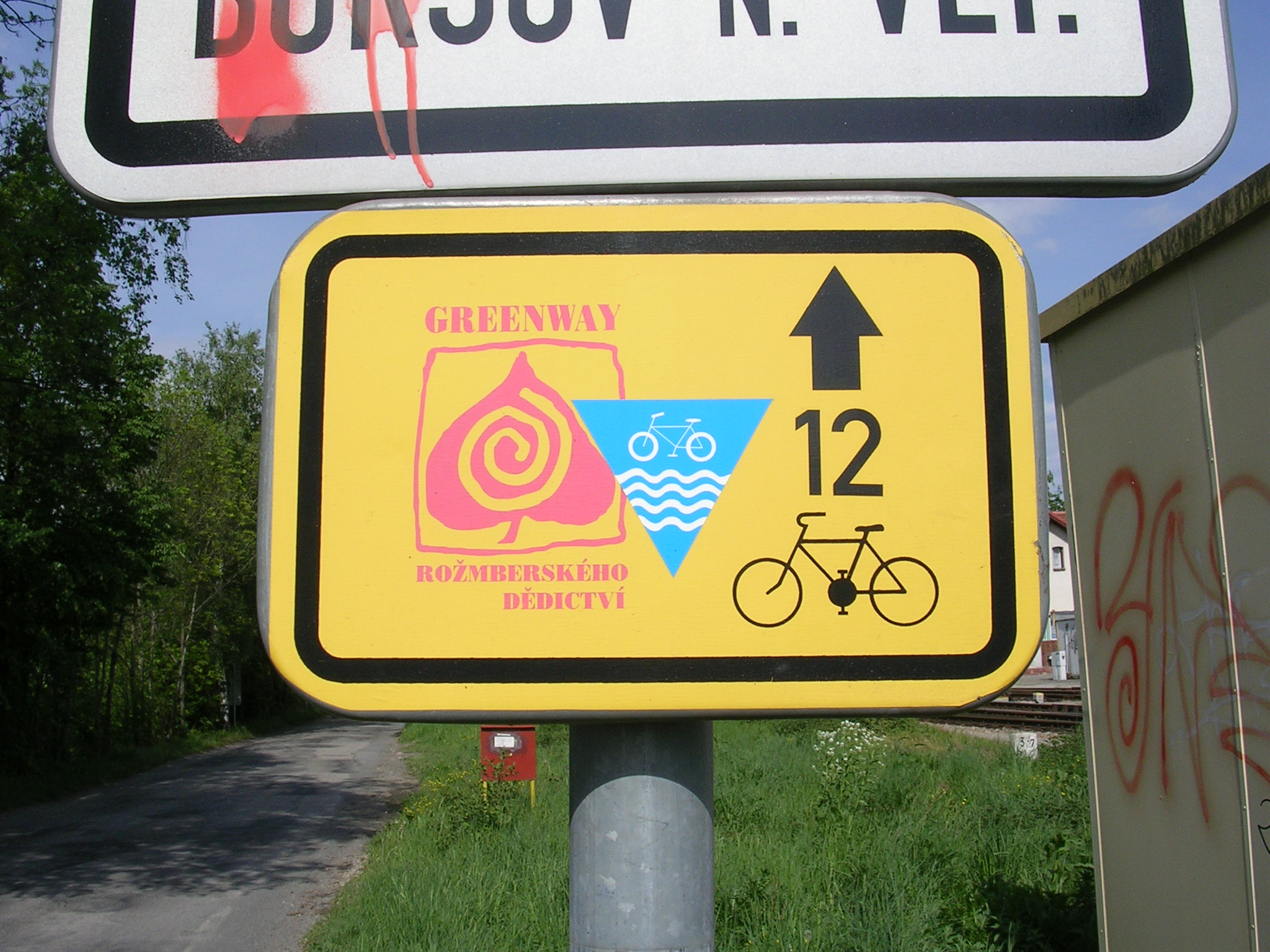
Směrovka Greenway Rožmberského dědictví v Boršově nad Vltavou u nádraží

- Po trase č. 12: Lom u Tábora – Želeč – Zálší
- Po trase č. 1133: Zálší – Mažice
- Po silnici mimo číslované trasy: Mažice – Borkovice
- Po trase č. 1132: Mažice – Veselí nad Lužnicí
- Po trase č. 1034: Veselí nad Lužnicí – Klec (úsek přes Veselí po trase 1134)
- Po trase č. 1170: Klec – Lomnice nad Lužnicí
- Po trase č. 122A: Lomnice nad Lužnicí – rybník Dvořiště
- Po trase č. 122: rybník Dvořiště – Kolný
- Po trase č. 1054: Kolný – Hosín
- Po trase č. 1056: Hosín – Hluboká nad Vltavou
- Po trase č. 12: Hluboká nad Vltavou – České Budějovice – Boršov nad Vltavou – Zlatá Koruna – Český Krumlov – Zátoň – Rožmitál na Šumavě – Trojany – Dolní Dvořiště
- Po trase č. 34: Trojany – Dolní Dvořiště – Rychnov nad Malší – Dolní Příbrání – Leopoldov
- Po trase č. 1193: Leopoldov – Pohorská Ves
- Po trase č. 1191: Pohorská Ves – Benešov nad Černou
- Po trase č. 1187: Benešov nad Černou – křiž. u Černého Údolí
- Po trase č. 34: křiž. u Černého Údolí – Dobrá Voda – Horní Stropnice – Dlouhá Stropnice – Veveří – Nové Hrady
- Po trase č. 1050: Nové Hrady – Jílovice
- Po trase č. 1034: Jílovice – Kramolín – Kojákovice – Domanín – Třeboň – rybník Rožmberk
- Po trase č. 1035: rybník Rožmberk – Hodějovský rybník
- Po modře značené pěší trase: Hodějovský rybník – Novosedly nad Nežárkou
- Po trase č. 1170: Novosedly nad Nežárkou – Jemčina
- Po trase č. 1236: Jemčina – Hatín
- Po silnici: Hatín – Buk (severní okraj) – Jindřichův Hradec

### Greenway řemesel a vyznání
Celá síť místních tras severně od trasy Jindřichův Hradec – Slavonice. Zahrnuje území zhruba ohraničené městy a obcemi Kamenice nad Lipou, Lidmaň, Nová Cerekev a Pelhřimov, vrchem Křemešník a městy a obcemi Horní Cerekev, Batelov, Telč, Dačice a Staré Hobzí.

### Greenway lichtenštejnského dědictví
Původně okruh Valtice – Lednice – Reintal – Poysdorf – Schraffenberg – Valtice, postupně rozšířen o další větve. Místy je veden v souběhu s moravskými i rakouskými číslovanými trasami.